# Мохлаев, Фёдор Платонович
Фёдор Платонович Мохлаев (Махлаев) (1905—1943) — старший сержант Рабоче-крестьянской Красной Армии, участник Великой Отечественной войны, Герой Советского Союза (1944).

## Биография
Родился в 1905 году в деревне Ново-Золоторёвка (ныне — Сарыкольский район Костанайской области Казахстана). Окончил начальную школу. В 1929 году переехал в Магнитогорск, где работал в военизированной охране. В конце 1941 года был призван на службу в Рабоче-крестьянскую Красную Армию. С января 1942 года — на фронтах Великой Отечественной войны.
К осени 1943 года старший сержант Фёдор Мохлаев был помощником командира взвода 520-го стрелкового полка 167-й стрелковой дивизии 38-й армии 1-го Украинского фронта. Отличился во время освобождения Киева. 6 ноября 1943 года отделение под командованием Фёдора Мохлаева одним из первых вошло в Киев. 7 ноября в бою за село Жуляны Киево-Святошинского района Киевской области Украинской ССР лично уничтожил пулемётный расчёт противника. В одном из последующих боёв получил ранения, от которых скончался в госпитале 12 ноября 1943 года. Похоронен на воинском кладбище в селе Низшая Дубечня Вышгородского района Киевской области Украины.
Указом Президиума Верховного Совета СССР «О присвоении звания Героя Советского Союза генералам, офицерскому, сержантскому и рядовому составу Красной Армии» от 10 января 1944 года за «образцовое выполнение боевых заданий командования на фронте борьбы с немецко-фашистскими захватчиками и проявленные при этом отвагу и геройство» был удостоен посмертно высокого звания Героя Советского Союза. Также был награждён орденами Ленина, Отечественной войны 2-й степени и Славы 3-й степени, медалью.